# SuicideGirls
Pour les articles homonymes, voir SG.
 (mars 2020).
Si vous disposez d'ouvrages ou d'articles de référence ou si vous connaissez des sites web de qualité traitant du thème abordé ici, merci de compléter l'article en donnant les références utiles à sa vérifiabilité et en les liant à la section « Notes et références ».
SuicideGirls [ˈs(j)uːɪˌsaɪd ɡɝlz], couramment abrégé par le sigle SG, est un site web mettant en avant des jeunes femmes généralement tatouées ou percées, posant pour des photographies de nu.

## Une marque et une entreprise

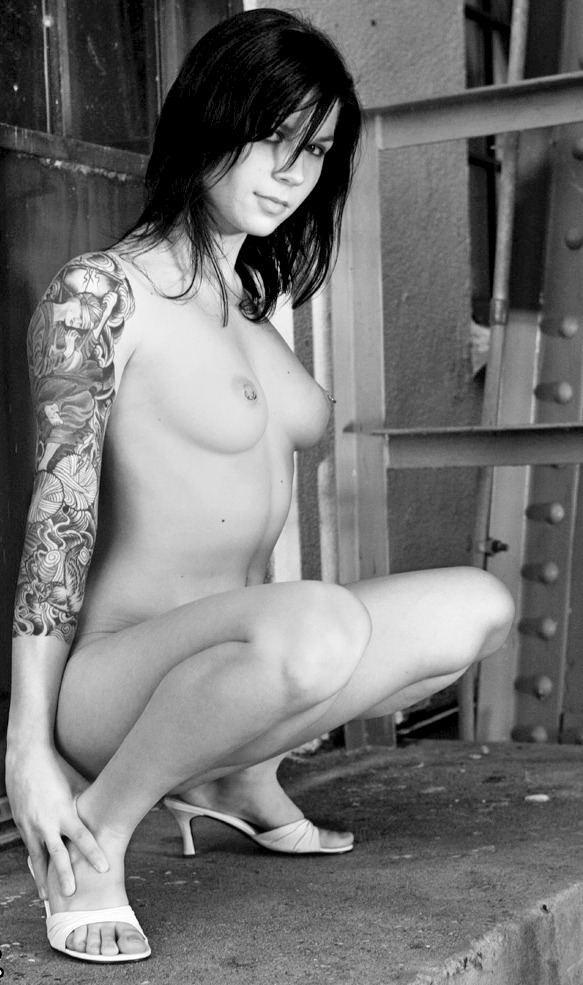
Elly, une modèle du site

SuicideGirls est à la fois une marque et une entreprise qui se définit comme une communauté de femmes (et d'hommes) partageant un même idéal de vie qui combine le do it yourself (faites-le vous même) de la culture underground et une vision positive de la sexualité. L'idée fondatrice est la conviction que l'intelligence, la personnalité et la créativité ne sont pas incompatibles avec la beauté et le jeu de la séduction, bien au contraire.
Le terme lui-même semble désigner une attitude de « suicide social » par le non-respect des conventions. Il provient du roman Survivant (Survivor, 1999) de Chuck Palahniuk, où figure l'expression.

### Histoire et philosophie
Le projet revisite les pin-up des années 1950 et l'entreprise Playboy dans une version féministe d'aujourd'hui : il s'agit de montrer, selon les auteurs du site, des femmes réelles dans leur diversité et d'être une alternative à l'obsession des médias pour les poupées Barbie siliconées ou les starlettes faméliques.
Le projet voit le jour en 2001 à Portland (Oregon) à l'initiative d'une photographe et quelques ami(e)s. Il semblerait que ce soit l'observation des jeunes skaters de la ville qui ait inspiré l'idée des Suicide Girls à ses créateurs. Ces jeunes femmes ne se réclamaient d'aucun mouvement précis et écoutaient chacune une musique différente, leur point commun étant de ne pas suivre le mouvement général.
Certes les modifications corporelles, telles que les tatouages et les piercings, sont en bonne place chez les Suicide Girls, et on y retrouve des courants underground (metal, emo, gothique…). Mais prévaut surtout le non-conformisme dans toute sa diversité et un certain goût de la provocation. La nudité en est un aspect important.
Le site prévient d'ailleurs les candidates que leurs photos ne pourraient pas être retirées au cas où des parents, des amis, un employeur… les découvraient. Lorsque l'on est Suicide Girl, on l'assume totalement. Ce n'est pas sans rappeler un certain slogan : « Je pose dans Lui et j'aime ça ! » Mais là où le slogan publicitaire du magazine Lui pouvait avoir un relent machiste, il semble que les Suicide Girls veulent résolument défier le monde masculin en lui proposant une image de la femme qui n'est pas toujours celle qu'il attend ou qu'il a l'habitude de rencontrer dans les médias.
L'équipe est composée d'une grande majorité de femmes et près de la moitié des adhérents au site seraient également des femmes.

### Le site et l'entreprise

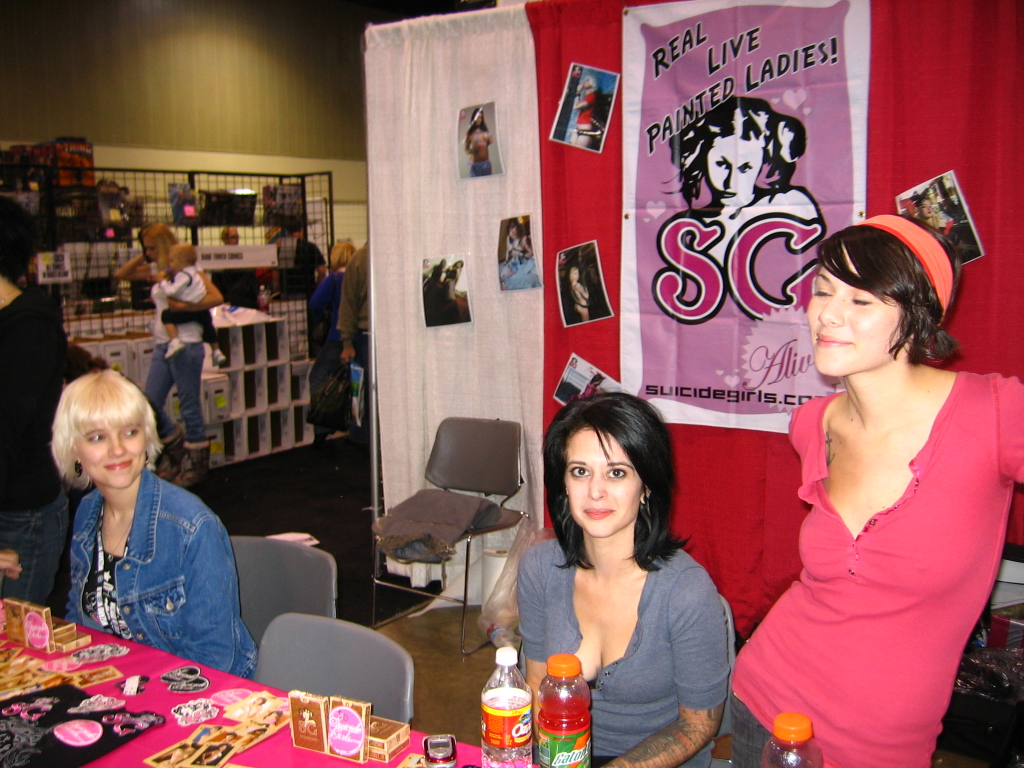
Arlington, TX Wizard World Convention 2006.

Sur le site, chaque Suicide Girl dispose d'une page personnelle avec une description personnelle, ses photos, un blog…
Le site internet revendique un trafic d'un million de visiteurs chaque semaine et 300 000 adhérents au total. Mais l'entreprise a également créé une marque de vêtements, un livre (2004) vendu à plus de 100 000 exemplaires[réf. souhaitée], des DVD…
Deux documentaires ont été réalisées par les Suicide Girls elles-mêmes : SuicideGirls: The First Tour; et SuicideGirls: The Italian Villa. Ce dernier a été diffusé sur la chaîne câblée américain Showtime. Dans la culture populaire, plusieurs Suicide Girls apparaissent dans les séries Les Experts : Manhattan et Californication

#### Trafic internet du site
Le site revendique 43 % de membres féminins, et affirme que le visionnage des photos des filles nues ne représente que 20 % du trafic total[réf. souhaitée].

## Un langage spécifique
Un certain langage est employé sur le site :
- La marque s'écrit SuicideGirls (en camel case) mais on parlera des Suicide Girls en l'écrivant avec une espace.
- Suicide Girl : le terme est réservé aux heureuses élues qui ont eu au moins un portfolio photographique accepté par les responsables du site.
- Hopeful (aspirante) : ce sont celles qui attendent le verdict ou dont les photos ont été rejetées ; il faut revoir la copie.
- Member (membre) : tous les autres adhérents du site, féminins ou masculins. Ils disposent eux aussi d'espaces de galeries photographiques personnelles, d'une messagerie, d'un blog… Les membres ont la lourde charge de voter pour les portfolios des Suicide Girls ce qui a pour effet de permettre l'attribution régulière de prix aux gagnantes.

Le site introduit sa boutique assez bien fournie (pins, autocollants, DVD, revues papier, affiche…).
Les membres peuvent décider de devenir de vrais supporters en plaçant des bannières sur leurs sites ou en participant physiquement à des manifestations (les SG tiennent des stands comme beaucoup d'associations), et font alors partie de l'Army (Armée).
Mais derrière cette apparente légèreté il y a une structure très bien rodée. Le site internet a d'ailleurs gagné plusieurs prix.
SuicideGirls a monté le SuicideGirls Burlesque Tour et affirme qu'il s'agit du spectacle burlesque ayant passé le plus de temps en tournée, avec cinq tournées américaines, une australienne ainsi qu’une tournée européenne depuis 2002. Ce spectacle a également fait la première partie de la tournée 2004 de Courtney Love ainsi que de la tournée 2006 de Guns N' Roses.

## SuicideGirls dans la culture populaire
- En 2006, les Suicide Girls font partie de l'intrigue de l'épisode Filles d'enfer (Oedipus Hex), dans la saison 3 de la série télévisée Les Experts : Manhattan.
- Elles apparaissent aussi dans la saison 1 de la série Californication.
- Elles sont figurantes dans le film gore Le Sorcier macabre en 2007.

## Controverses

### Guerre contre le porno
En septembre 2005, SuicideGirls a annoncé avoir supprimé un grand nombre d'images présentes dans ses pages, pour tenter d'éviter l'inculpation du site par le département de la justice américaine au nom de la « guerre contre le porno ». Les images concernées montraient bondage, couteaux ou épées, faux sang… Certains ont accusé le site d'avoir trop vite anticipé les poursuites et de collaborer avec le département de la justice. En janvier 2007, les images « bannies » ont été à nouveau visibles sur le site. Néanmoins les consignes faites aux modèles et photographes excluent désormais clairement ce type d'images.
Le fait est qu'on[Qui ?] ne peut pas qualifier le site de pornographique et les images incriminées sont  minoritaires. C'est même sans doute ce qui fait son succès féminin comme une alternative à des mises en scène dégradantes de la femme.[Interprétation personnelle ?]
Néanmoins, des gros plans sur les organes génitaux des modèles sont de plus en plus présents dans les sets, ce qui n'était pas le cas au début du site[réf. souhaitée].

### Non-mixité de genre
Une autre polémique concerne l'assertion reprise parfois par les médias selon laquelle l'entreprise serait uniquement dirigée par des femmes alors que l'un des créateurs et dirigeants actuel est un homme et que plusieurs hommes font partie de l'équipe. Il n'en est pas moins vrai qu'il y a une majorité de femmes, y compris parmi les photographes.
L'équipe est présentée sur le site et il comporte une page nommée Trash can (Poubelle) qui apporte des réponses aux critiques qui lui sont faites.

### Perversion de l'esprit initial du site
Alors que l'esprit initial de Suicide Girls était de présenter des filles « brutes » avec leur qualités et leur défauts, un usage de plus en plus grand de retouche numérique tend à présent à gommer les imperfections physiques des modèles.

### Banalisation du tatouage
Plusieurs tatoueurs professionnels ont tiré la sonnette d'alarme : les Suicide Girls servent d'exemple à des filles de plus en plus jeunes qui n'ont pas conscience des conséquences qu'il y a à porter des tatouages très visibles, comme en arborent certains modèles.

## Galerie

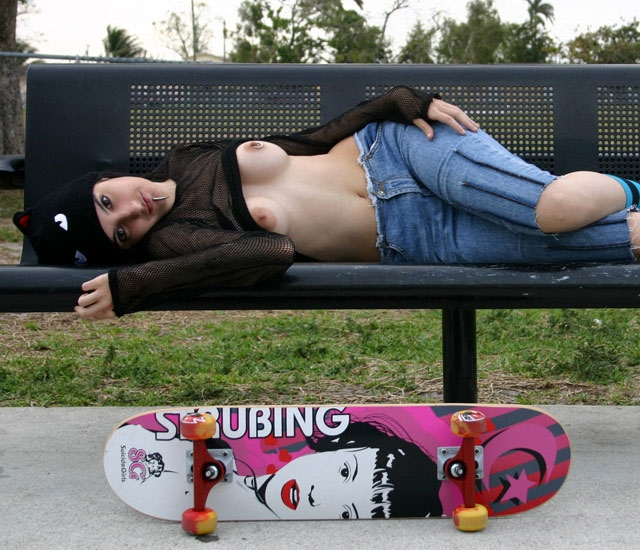
Mystik
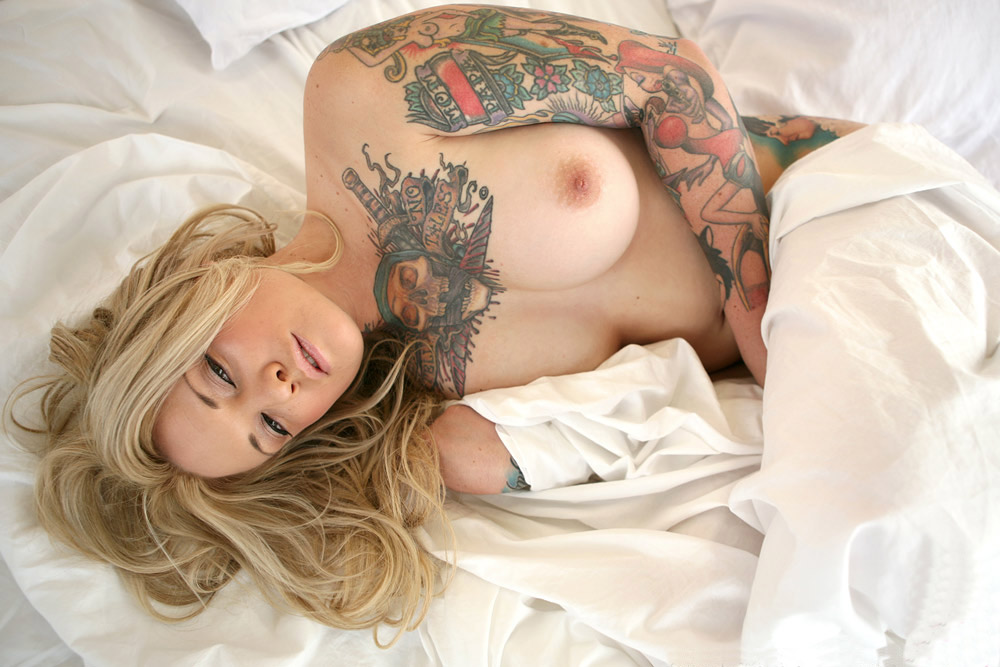
Amina
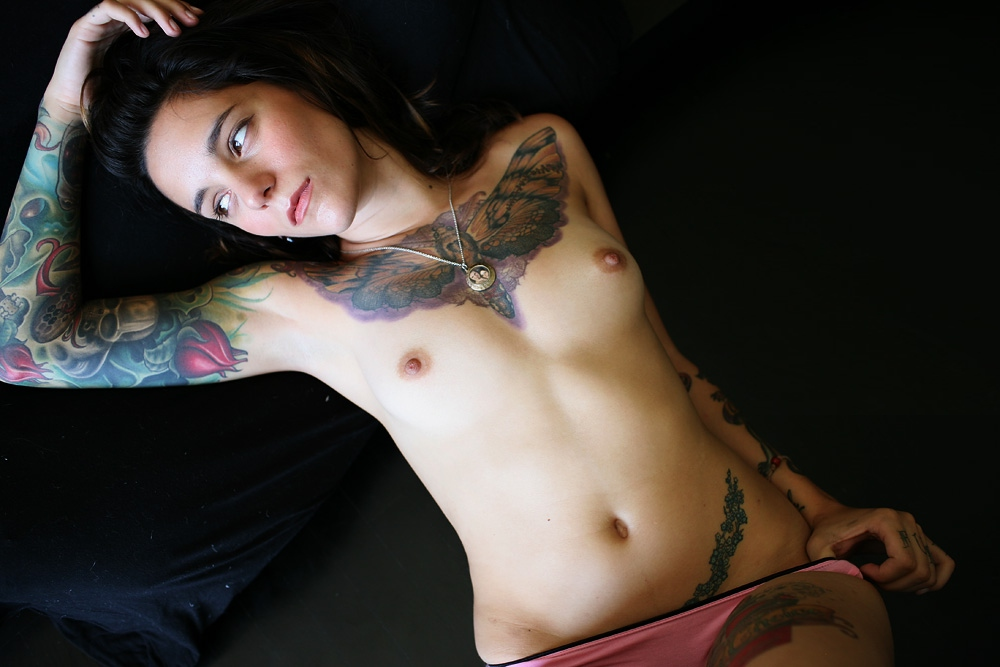
James
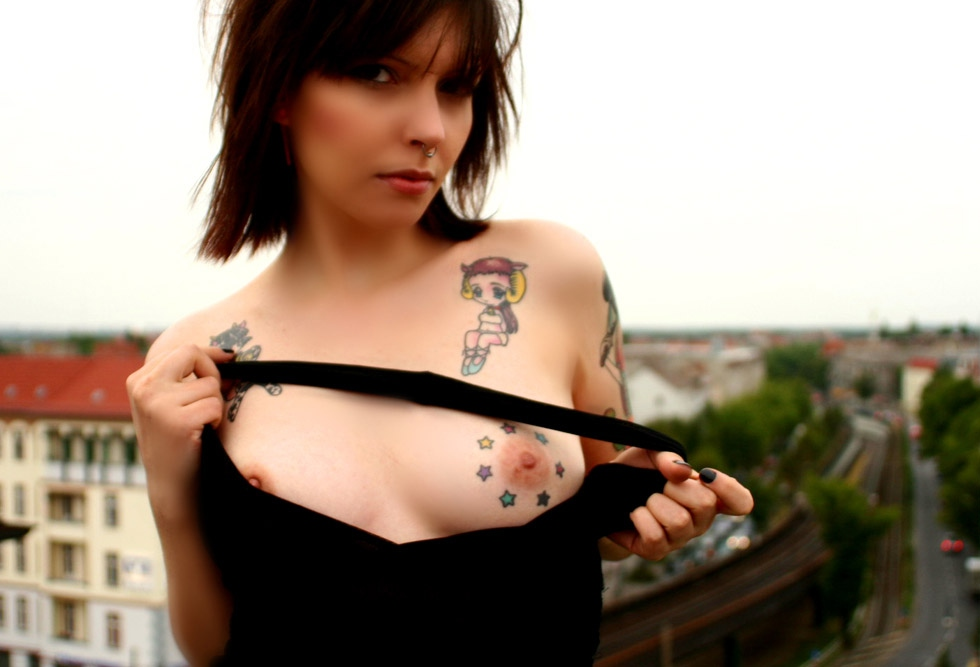
Medeia
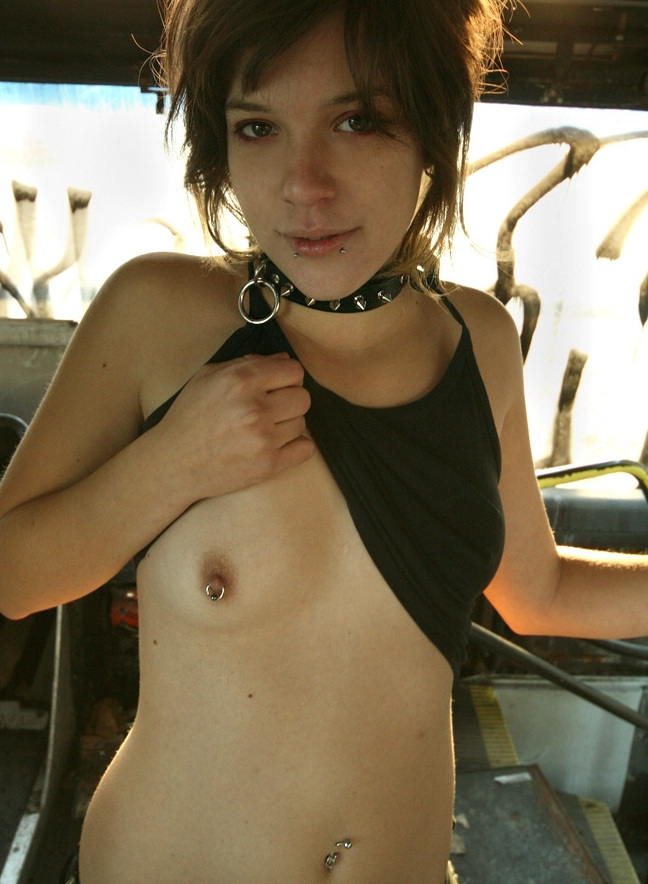
Apathy
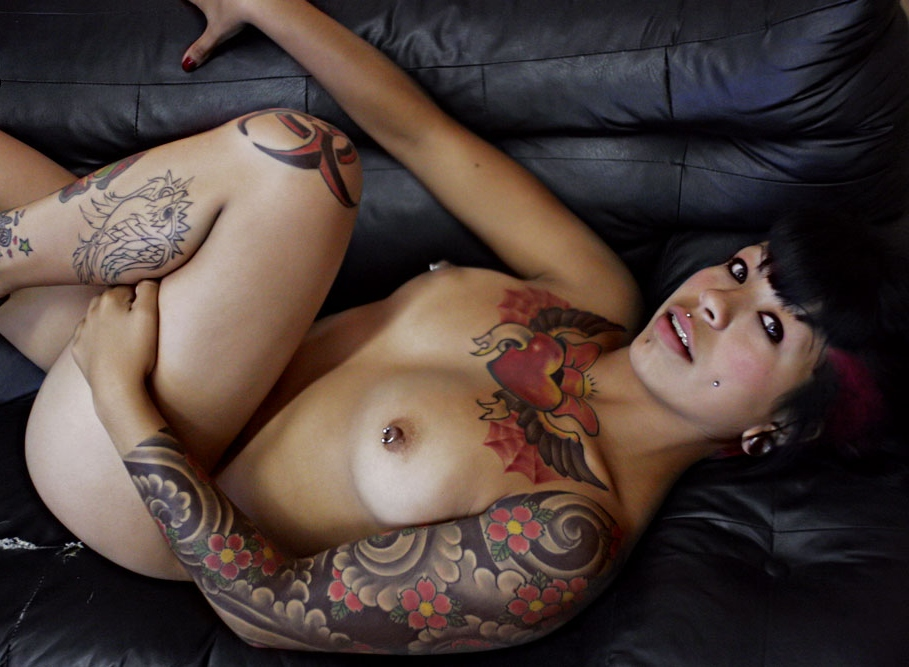
Vivi